# Свети Николай (Нивици)
„Свети Николай“ (на гръцки: Βραχογραφία Αγίου Νικολάου) е възрожденска скална живописна композиция от XIX век край село Нивици (Псарадес), Егейска Македония, Гърция.

## Местоположение
Стенописът е на скала, на брега на Големото Преспанско езеро, северно от Нивици.

## Описание
Иконата е сред останки от малък скит и изобразява Свети Николай. Запазен е посветителен гръцки надпис, който гласи, че светецът е дарение от Наум и Стоян (Стоянис) и е изписан в 1827 година.